# Anna Krzewińska

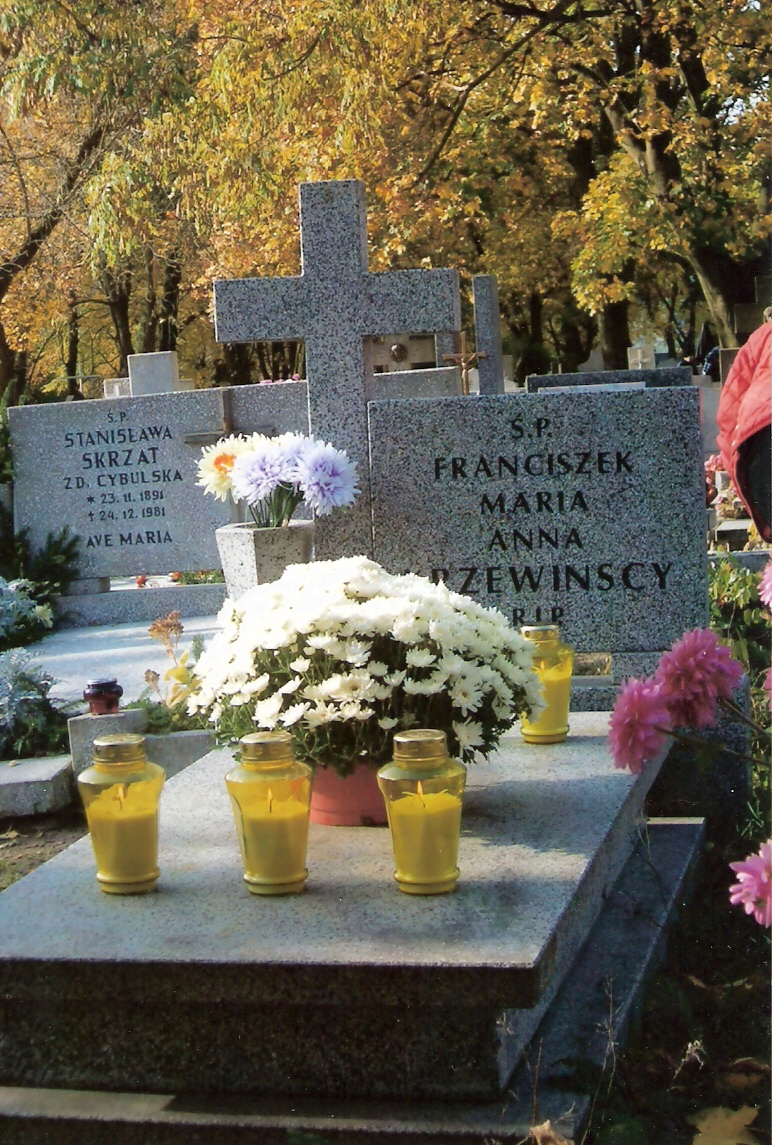
Nagrobek Anny Krzewińskiej.

Anna Krzewińska (ur. 9 sierpnia 1927 w Grudziądzu, zm. 12 lipca 2000 w Toruniu) – profesor Uniwersytetu Mikołaja Kopernika w Toruniu na Wydziale Humanistycznym, doktor habilitowana, historyk literatury staropolskiej, badaczka idei i dawnej kultury europejskiej. 
Ukończyła studia polonistyczne na UMK w Toruniu w 1955 roku, uzyskując stopień magistra filologii polskiej. Seminarzystka prof. dra hab. Bronisława Nadolskiego. W 1957 roku rozpoczęła pracę na UMK jako asystent, a po uzyskaniu stopnia doktora nauk humanistycznych w 1965 roku, pracowała na stanowisku adiunkta. W 1977 roku uzyskała stopień doktora habilitowanego nauk humanistycznych w zakresie historii literatury polskiej. Tematyka jej publikacji: twórczość Mikołaja Reja, Jana Kochanowskiego i Stanisława Herakliusza Lubomirskiego; staropolska pieśń ziemiańska; recepcja antyku grecko-rzymskiego w europejskiej literaturze dawnej; sielanka staropolska; utopia w literaturze dawnej. W 1979 roku otrzymała stanowisko docenta, a w 1990 profesora nadzwyczajnego UMK. Przez wiele lat kierowała Zakładem Literatury Staropolskiej i Oświecenia. Prowadziła wykłady i seminaria dyplomowe, magisterskie i doktorskie, poświęcone dawnej literaturze polskiej i powszechnej. Członek Towarzystwa Naukowego w Toruniu. 
Pochowana na Cmentarzu Najświętszej Marii Panny w Toruniu, ul. Wybickiego. 

## Publikacje[7]
Książki
- Pieśń ziemiańska, antyturecka i refleksyjna. Studia nad wybranymi gatunkami staropolskiej liryki XVI i XVII wieku, Wydawnictwo TNT, Toruń 1968. [online: kpbc.umk.pl]
- Sielanka staropolska – jej początki, tradycje i główne kierunki rozwoju, Wydawnictwo TNT, Toruń 1979.    [online: kpbc.umk.pl]
- Początki utopii w literaturze staropolskiej, Wydawnictwo UMK, Toruń 1994. [online: kpbc.umk.pl]

Artykuły (wybór)
- Poetyka staropolskiej pieśni ziemiańskiej, „Zeszyty Naukowe UMK w Toruniu”, z.1, Toruń 1963.
- Poetyka antytureckiej liryki artystycznej XVI i XVII wieku, „Zeszyty Naukowe UMK w Toruniu”, z. 12, Toruń 1965.
- Uwagi o Ermidzie – udramatyzowanej sielance Stanisława Herakliusza Lubomirskiego, [w:] O dawnym dramacie i teatrze, red. W. Roszkowska, Wrocław 1971.
- Alegoria  w „Wizerunku własnym żywota człowieka poczciwego”, [w:] Tradycja i nowoczesność, red. J. Trzynadlowski, Wrocław 1971.
- Jan Ostroróg – wybitny humanista XV wieku, „Rocznik Kulturalny Kujaw i Pomorza, nr 7, 1972.
- Jan Rybiński, [w:] Wybitni ludzie dawnego Torunia, red. M. Biskup, Warszawa 1982.
- Bronisław Nadolski (1903-1986), [w:] „Rocznik Towarzystwa Literackiego imienia Adama Mickiewicza”, (22) 1987.
- Arkadia, [hasło w]: Słownik literatury staropolskiej, red. T. Michałowska, Wrocław 1990.
- Sielanka, [hasło w:] Słownik literatury staropolskiej, red. T. Michałowska, Wrocław 1990.
- Obraz miasta w staropolskiej idylli i jej formach pochodnych, „Gdańskie Zeszyty Humanistyczne”, R. 28, nr 32, 1992.
- Perspektywy eschatologiczne w poezji polskiego baroku, [w:] Religijność literatury polskiego baroku, red. Cz. Hernas, M. Hanusiewicz, Lublin 1995.